# Percy Jocelyn

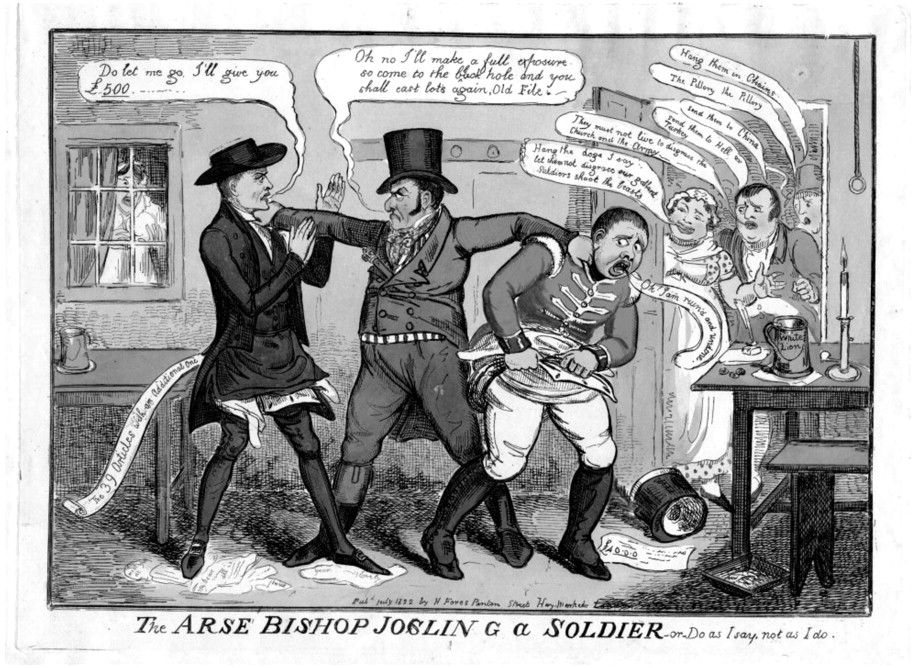
L'évêque de Clogher; caricature de George Cruikshank

Percy Jocelyn (29 novembre 1764 - 3 septembre 1843) est évêque anglican de Clogher dans l'Église d'Irlande de 1820 à 1822 . Il est contraint de quitter son poste en raison de plaintes pour pratiques homosexuelles, qui avaient été interdites en vertu de la loi de 1533 sur la sodomie.

## Jeunesse
Il est le troisième fils de Robert Jocelyn, premier comte de Roden, dont les domaines familiaux sont à Castlewellan, dans le comté de Down, et de sa femme Lady Anne Hamilton, il est diplômé d'un BA du Trinity College de Dublin. À Trinity, il est considéré comme un rat de bibliothèque, passant une grande partie de son temps à Library Square. Il est ensuite décrit comme "un jeune homme grand et mince avec un visage pâle, maigre et mélancolique, et si réservé dans ses manières et reclus dans ses habitudes qu'il est considéré par tout le monde comme à la fois fier et insociable" .
Il est recteur de Tamlaght, archidiacre de Ross (1788 – 1790), trésorier d'Armagh (1790 – 1809), prébendier de Lismore (1796 – 1809), et évêque de Ferns et Leighlin (1809 – 1820) avant de devenir évêque de Clogher.

## Scandale
En 1811, le cocher du frère de Jocelyn, John, James Byrne, l'accuse de « prendre des familiarités indécentes » (peut-être de la sodomie) et « d'utiliser des conversations indécentes ou obscènes avec lui ». Byrne est poursuivi pour diffamation criminelle par Jocelyn et, sur déclaration de culpabilité, est condamné à deux ans de prison et à la flagellation publique. Après qu'il fut revenu sur ses allégations à la demande de l'agent de l'évêque, les flagellations ont été arrêtées.
Le 19 juillet 1822, Percy Jocelyn est pris dans une position compromettante avec un grenadier, John Moverley, dans l'arrière-boutique du pub White Lion, St Albans Place, Westminster. Lui et Moverley ont été libérés sous caution, fournis par le comte de Roden et d'autres. Jocelyn rompt sa caution et part en Écosse où il travaille comme majordome sous un nom d'emprunt. Il est déclaré destitué en son absence par la Cour métropolitaine d'Armagh en octobre 1822 pour « les crimes d'immoralité, d'incontinence, de pratiques sodomites, d'habitudes et de propensions, et de négligence dans ses fonctions spirituelles, judiciaires et ministérielles ». Une souscription publique est levée pour collecter des fonds pour James Byrne, dont la condamnation de 1811 est désormais reconnue comme une erreur judiciaire.
Jocelyn est le plus important homme d'église britannique à être impliqué dans un scandale homosexuel public au 19e siècle. Il est devenu un sujet de satire et de ribalderie populaire, avec plus d'une douzaine de caricatures satiriques illustrés, de brochures et de limericks.
Le scandale est si grand que, dans les jours qui ont suivi, « il n'était pas sûr pour un évêque de se montrer dans les rues de Londres », selon Charles Manners-Sutton, Archevêque de Cantorbéry à l'époque. En août 1822, Robert Stewart (vicomte Castlereagh), qui est à la fois le ministre des Affaires étrangères et leader de la Chambre des communes, a une audience avec le roi George IV où il dit qu'il faisait l'objet d'un chantage et que « je suis accusé du même crime comme évêque de Clogher. » Il s'est suicidé peu de temps après et aurait été dans un état paranoïaque à l'époque.

## Héritage
Les rapports diffèrent quant à l'endroit où Jocelyn est enterré. Il est largement admis qu'il est mort et a été enterré à Édimbourg sous le nom d'emprunt Thomas Wilson, avec l'inscription suivante (en latin): "Ici reposent les restes d'un grand pécheur, sauvé par la grâce, dont l'espoir réside dans le sacrifice expiatoire du Seigneur Jésus-Christ. " Cependant, il y a quelques années, le caveau de la famille Jocelyn dans l'église paroissiale de Kilcoo à Bryansford, dans le comté de Down, en Irlande du Nord a été ouvert avec un cercueil de plus que le nombre de marqueurs de tombe indiqué, et le cercueil supplémentaire n'était pas marqué. Ce cercueil supplémentaire pourrait être celui de l'évêque de Clogher.
Très longtemps après le scandale, l'Église d'Irlande a refusé de laisser les historiens voir ses documents sur l'affaire. Dans les années 1920, l'archevêque d'Arcy d'Armagh ordonne qu'ils soient brûlés, mais cet ordre n'a pas été respecté. Les fichiers ont été publiés pour la recherche de Matthew Parris pour son livre The Great Unfrocked.